# 花山トンネル
花山トンネル（花山隧道、かざんトンネル）は、京都市東山区清閑寺山ノ内町と京都市山科区北花山大峰町を結ぶ歩行者用トンネル。花山洞（かざんどう）とも呼ばれる。

## 概要
1903年（明治36年）5月19日に渋谷街道の渋谷隧道（渋谷トンネル）として開通。南に並行する国道1号（五条バイパス）東山トンネルの開通に伴い、歩行者用トンネルとなる。京都市が管理するトンネルのうち、1889年（明治22年）竣工の厨子奥トンネル・御陵トンネル、1890年（明治23年）竣工の粟田口トンネル（ねじりマンポ）に次いで4番目に古く、明治期に供用開始されてから100年以上経過するが、2025年（令和7年）現在も通行可能。なお、山科区側（東側）の坑口には「花山洞」の扁額が架かり、煉瓦を模したタイルによって修景されているほか、内部もコンクリートで補強されている。また、建設当初の面影を残す東山区側（西側）の坑口には「方軌通門」の扁額が架かり、土木学会が選出する「日本の近代土木遺産」（ランクC）に認定されている。
「方軌」は、轍を並べて二台の車（中国では牛車、日本では荷車（幅45 cm又幅60 cm）が通れる。「通門」は、普段使いの門。通用門。正門とは違い、関所や門番がない。
2019年（令和元年）と2020年（令和2年）に前期・後期に分けてトンネル補修工事が行われ、PCL（プレキャストコンクリートライニング）工法で内部が補修されている。
中世には「苦集滅道（くずめぢ）」「汁谷口（しるたにくち）」と呼ばれ、江戸時代には「渋谷越」と呼ばれた渋谷峠に開削されたトンネルで、トンネルの真上を京都市道渋谷蹴上線（東山ドライブウェイ）が通る。
トンネルのある阿弥陀ヶ峰周辺一帯は、北の「蓮台野」、西の「化野」と共に京都三大葬送地の一つ、東の「鳥辺野」として知られ、平安時代は風葬の地、中世以降は墓所・火葬場が存在した。現在もトンネル南側に京都市中央斎場（旧花山火葬場）があるほか、清閑寺・東本願寺東山浄苑・本正寺・法華寺等の寺院墓地が多く所在する。

## 諸元
- 着工：1902年（明治35年）4月03日
- 竣工：1903年（明治36年）4月28日
- 供用：1903年（明治36年）5月19日
- 延長：141 m[1]
- 幅員：4.0 m
- 形式：煉瓦（坑道内部はコンクリートで補強済み）
- 起点：京都市山科区上花山旭山町
- 終点：京都市山科区上花山旭山町
  - 東山区清閑寺山ノ内町と山科区北花山大峰町を結ぶトンネルだが、トンネル自体は前後の道路も含めて山科区上花山旭山町に所在する
- 請負：大西土木合資会社[10]

## 歴史
- 1899年（明治32年）2月18日 - 渋谷街道の改修計画が京都府会に提出される[11]
- 1900年（明治33年）12月 - 改修計画予算が可決[11]
- 1902年（明治35年）4月03日 - 工事開始[11]
- 1903年（明治36年）4月28日 - 工事完了[11]
- 1903年（明治36年）5月19日 - 渋谷隧道開通式[2]
- 1967年（昭和42年） - 国道1号（五条バイパス）東山トンネルの開通に伴い、歩行者用トンネルとなる
- 2019年（令和元年） - 花山トンネル補修工事（前期）を実施[8]
- 2020年（令和2年） - 花山トンネル補修工事（後期）を実施、8月に補修工事を完了[8]

## ギャラリー
以下の画像はいずれも花山トンネル補修工事前の物である。

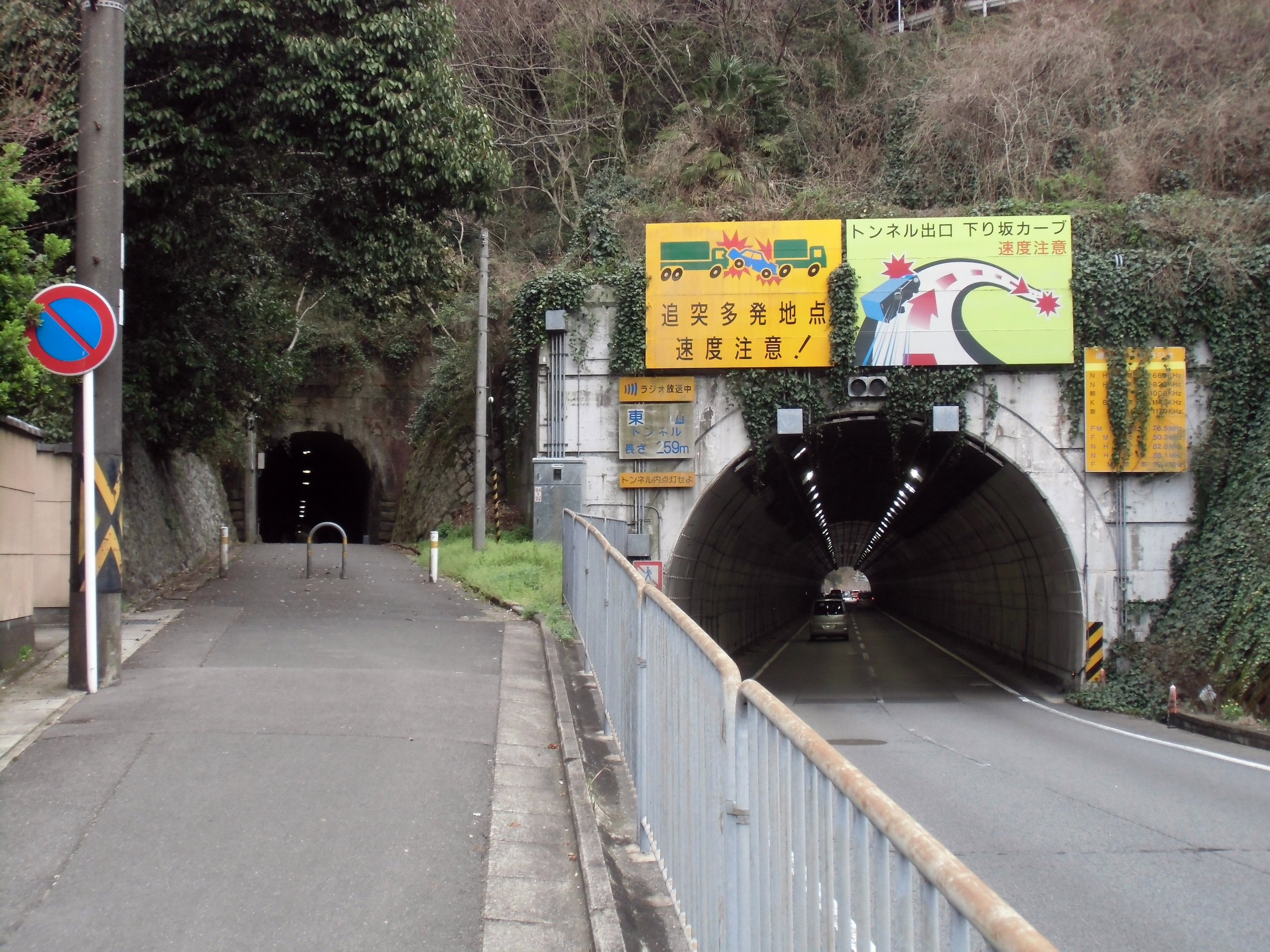
花山トンネル（左）と東山トンネル（右）
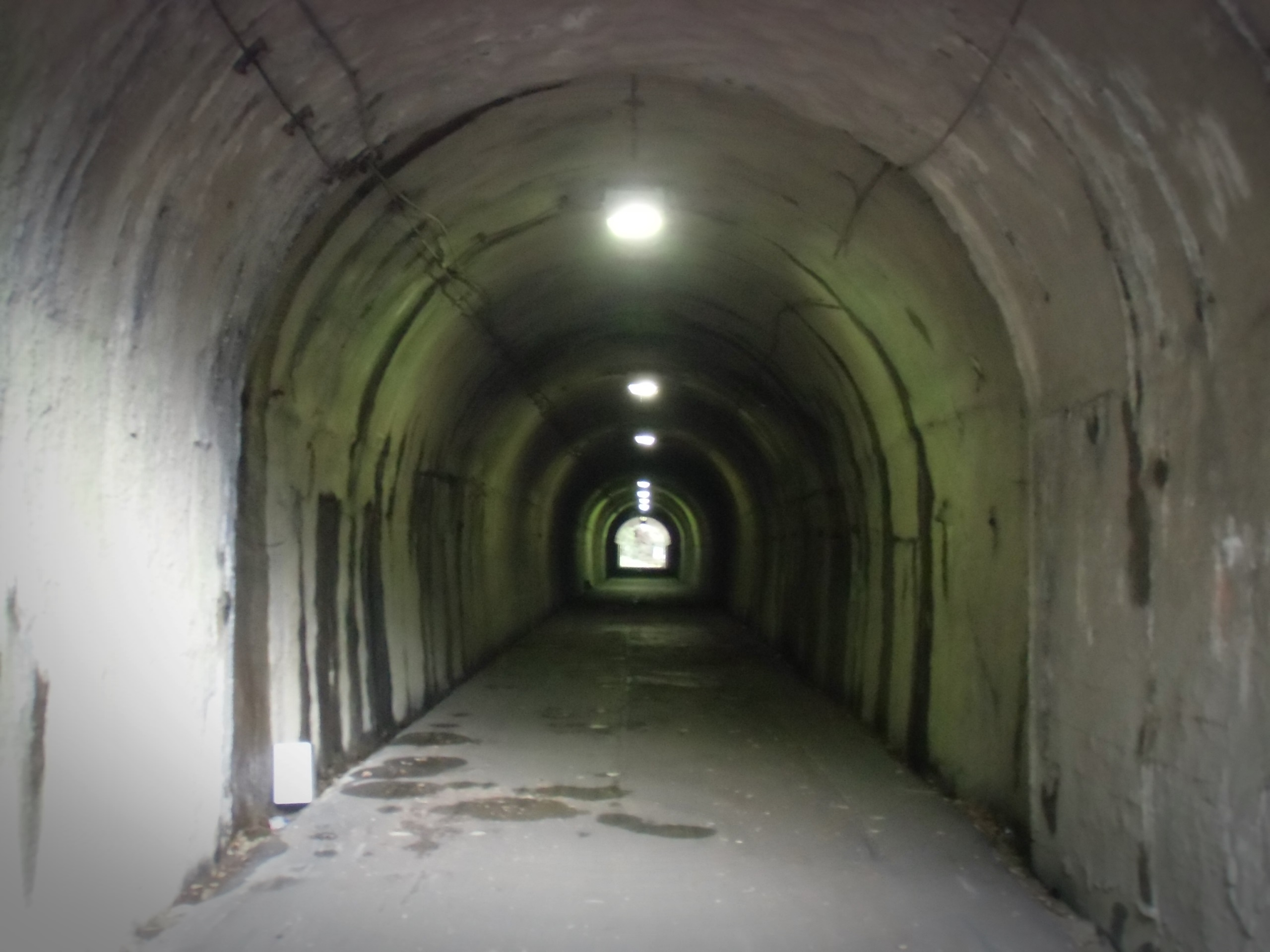
花山トンネル内部（西側から望む）
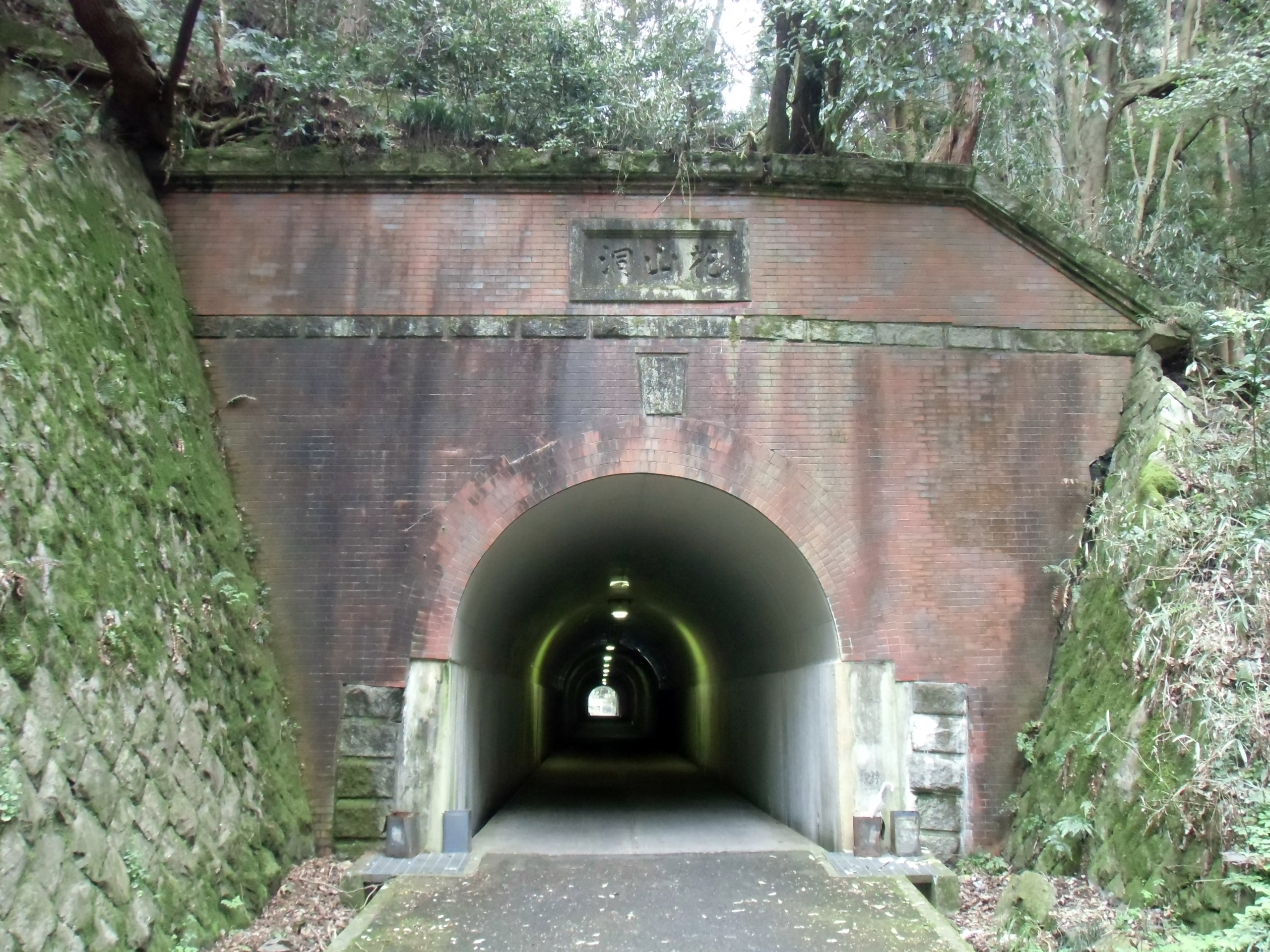
花山トンネル坑口（山科区側から望む）

補修工事後

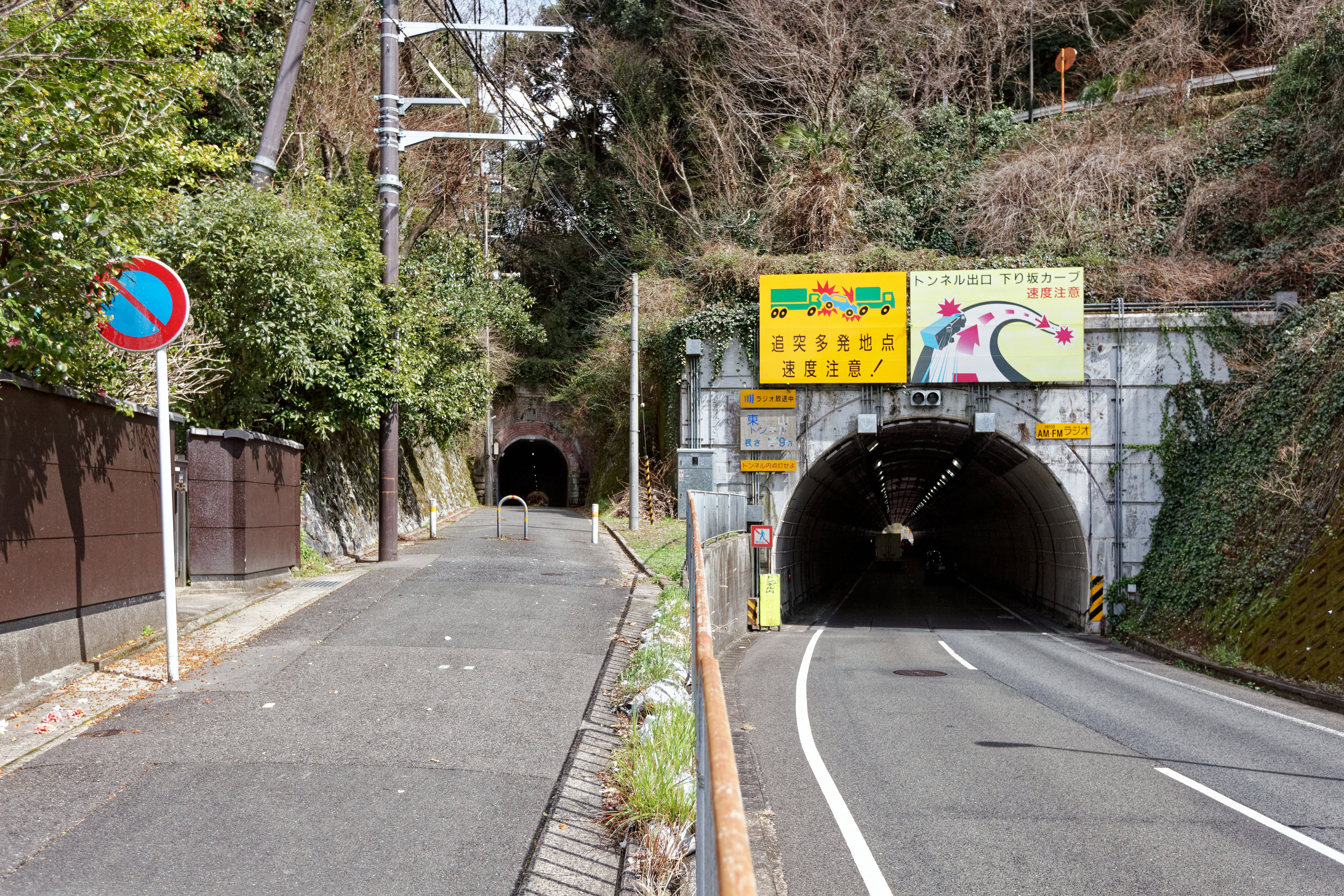
花山トンネル（左）と東山トンネル（右）
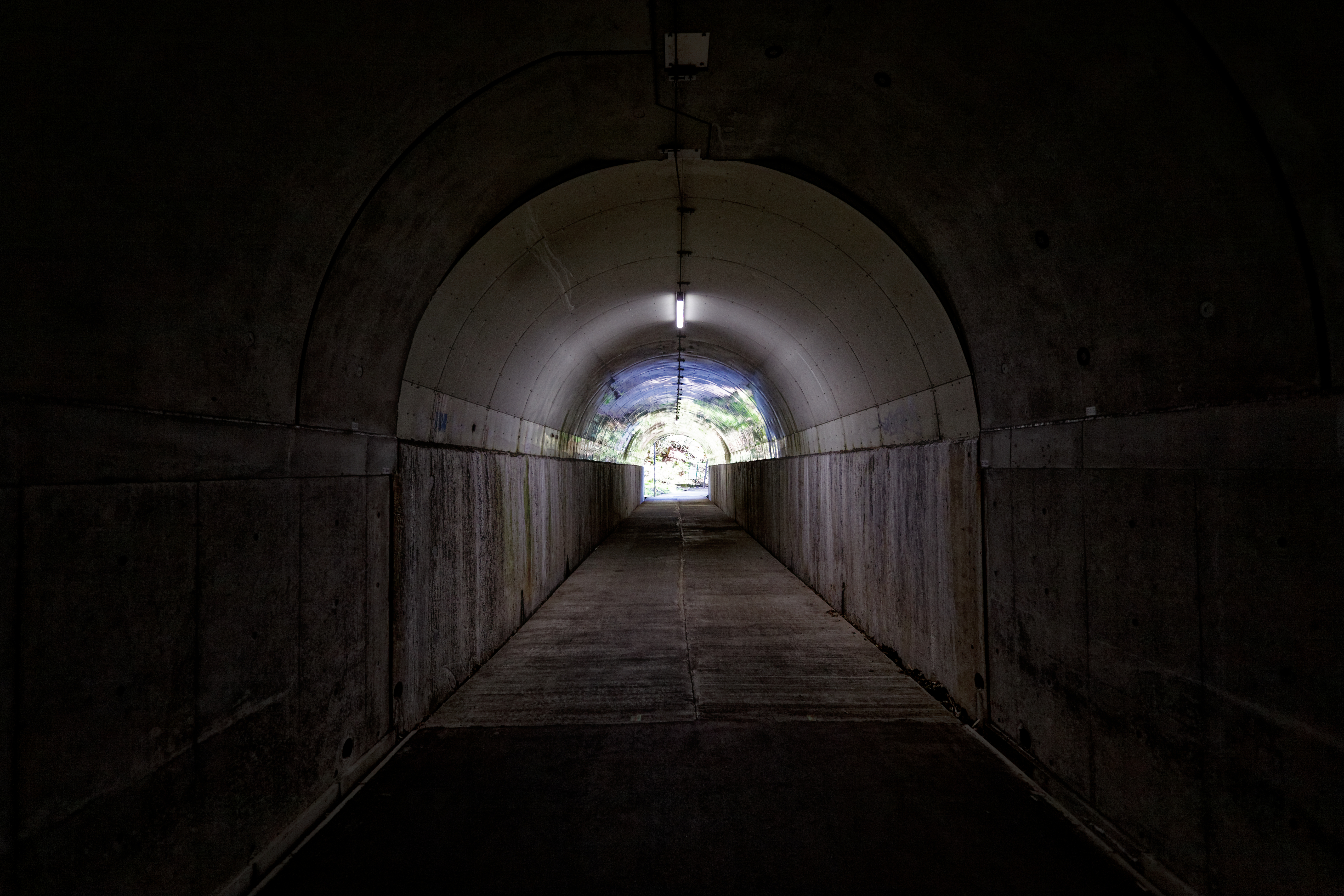
花山トンネル内部（西側から望む）
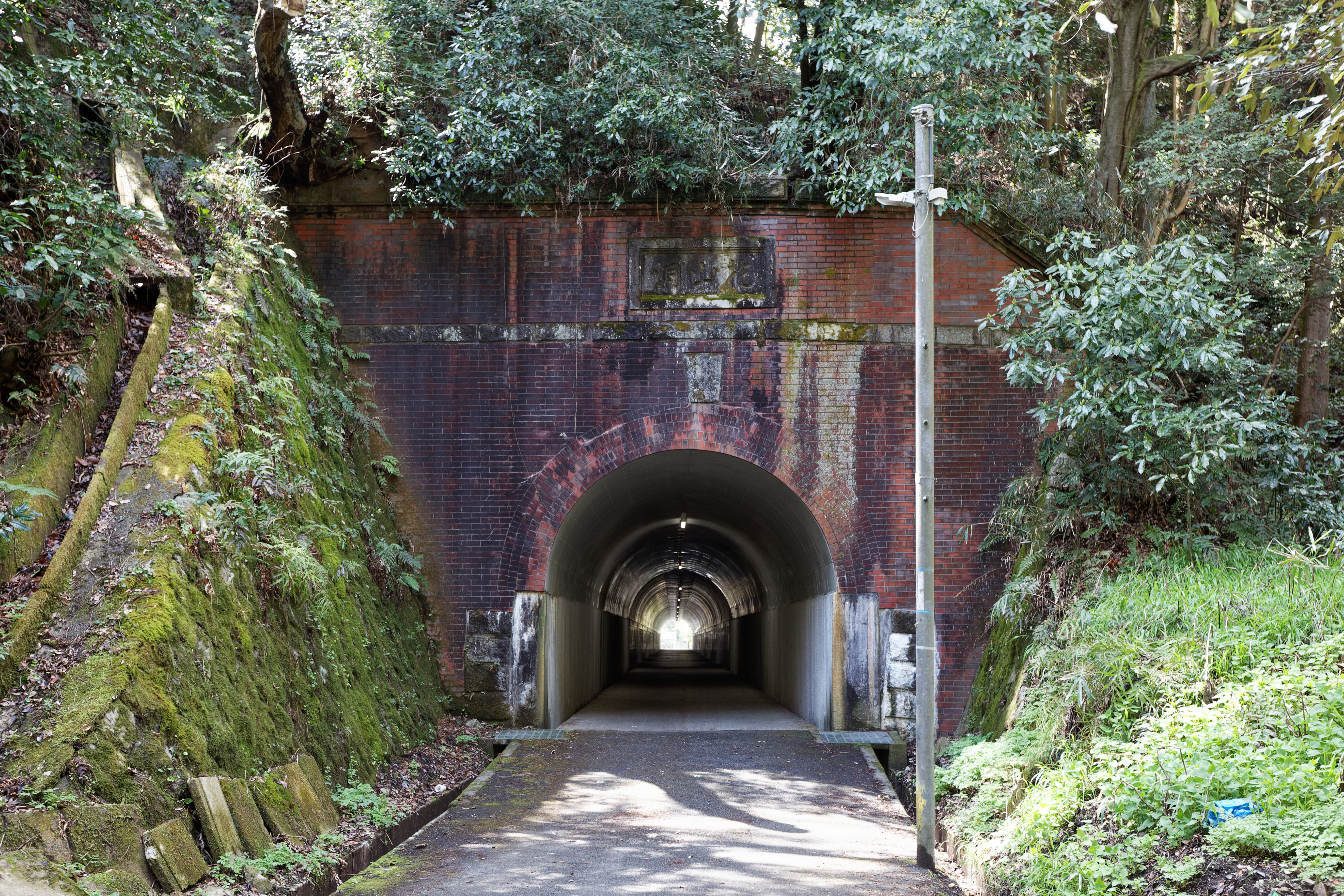
花山トンネル坑口（山科区側から望む）
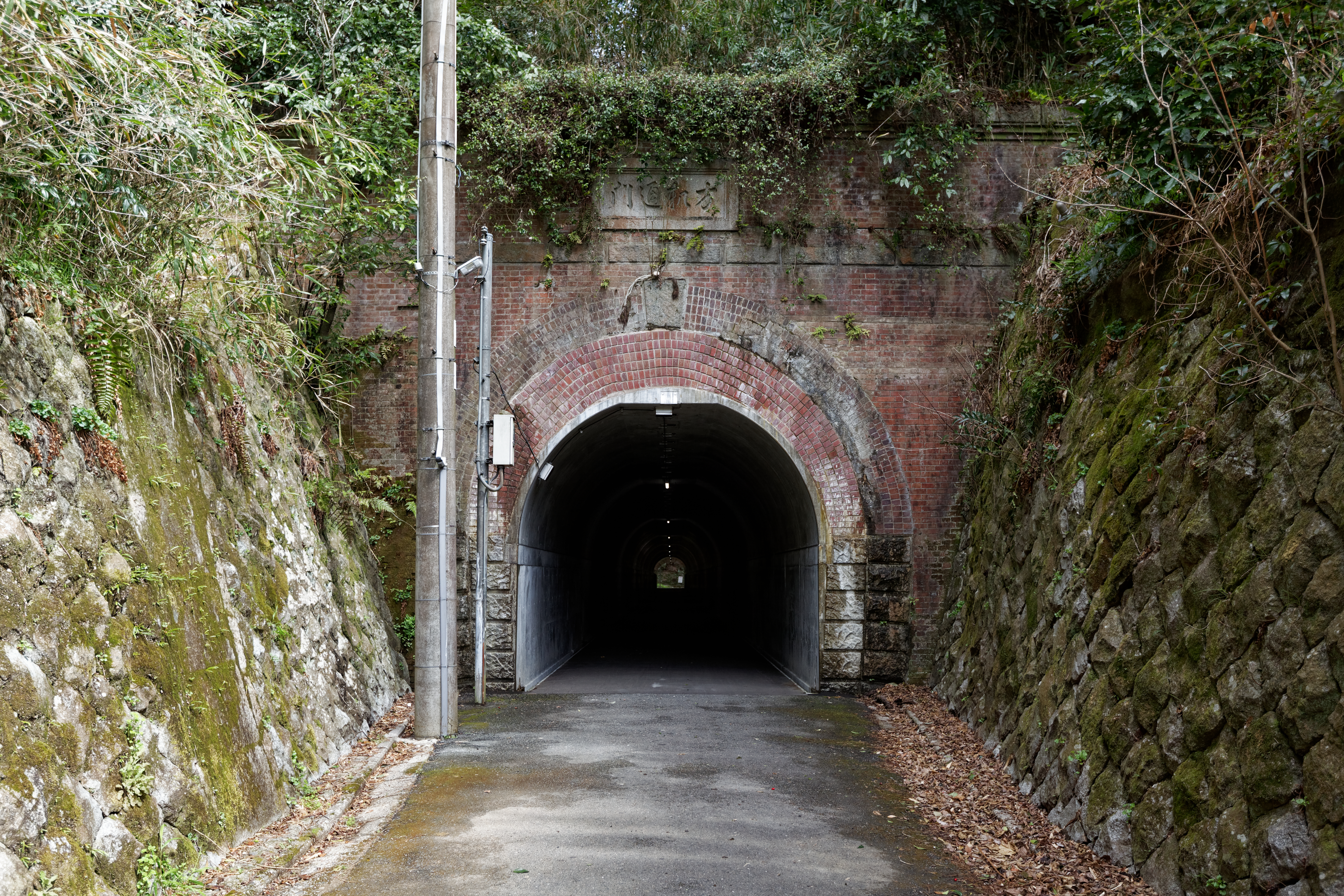
花山トンネル坑口（東山区側から望む）